# Widnowa
Widnowa (ukrainisch Віднова, wiss. Transliteration Vidnova) ist ein ukrainischer wissenschaftlicher Zeitschriften-Almanach zu aktuellen Fragen der Politik und Kultur der ukrainischen Gesellschaft, der in Form von thematischen Sonderheften erschien und von 1984 bis 1987 von J. Pełenski herausgegeben wurde. Es gab 7 Bände (in 6 Ausgaben, der letzte war ein Doppelband). Die Ausgaben 1–5 wurden in München (Deutschland) vom Vidnova Verlag veröffentlicht und die 6. in Philadelphia (USA) vom V. Lypynsky East European Research Institute (Східноєвропейський дослідний інститут імені В'ячеслава Липинського).

## Übersicht
- 1. Dem 100. Jahrestag der ukrainischen Frauenbewegung (1884–1984) gewidmete Ausgabe;
- 2. Die Probleme der ukrainisch-russischen Beziehungen;
- 3. Ukrainisch-polnische Beziehungen;
- 4. Geschichte der Ukraine und ukrainische Probleme im polnischen Oppositionsjournalismus der 70-80er Jahre des 20. Jahrhunderts;
- 5. Die Katastrophe von Tschernobyl von 1986;
- 6./7. (Doppelband) Die politische Situation in der UdSSR während der Perestroika.

In ihren Ansätzen steckengeblieben ist offenbar eine Biblioteka „Vidnovy“.